# 지방도 제741호선
지방도 제741호선은 전북특별자치도 완주군 소양면 마수교 서단에서 익산시 여산면 호산삼거리를 잇는 전북특별자치도의 지방도이다.
공식적인 기점은 완주군 소양면 죽절리로 되어 있으나 실제 도로는 바로 옆 지역인 소양면 황운리에서 구 국도 제26호선 구간과 분기하면서 시작된다. 완주군은 해월1 교차로에서 국도 제26호선과 분기하면서 시작한다고 보고 있다.

## 연혁
- 2005년 12월 23일 : 송광사진입로(완주군 소양면 황운리 ~ 대흥리) 2.12 km 구간 개통[1]
- 2021년 12월 31일 : 소양 ~ 고산간 도로(완주군 고산면 성재리) 1.4km 구간 확장 개통, 기존 220m 구간 폐지[2]

## 주요 경유지
- 완주군
  - 소양면 (해월 1교차로) - 마수교 서단 - 전북교통문화연수원 - 송정교 - 송광사 - 대흥리 - (미개통 구간 : 오성제 저수지 - 오도재)
  - 고산면 (미개통 구간 : 오도재 - 오덕사 - 독촉저수지 - 성재리) - 오성교 - 고산초등학교 - 읍내리 - 고산여객자동차터미널 - 고산면 행정복지센터 - 서봉삼거리 - 어우삼거리 - 삼우초등학교 - 어우리
  - 비봉면 봉산리 - 비봉면 행정복지센터 - 소농리 - 중리삼거리 - 동명교 - 내월리 - (천호) - 문드러미재
- 익산시
  - 여산면 문드러미재 - 학동제 - 여산남초등학교 (폐교) - 호산삼거리

## 도로명
- 완주군 소양면 마수교 서단 ~ 대흥리 : 송광수만로
- 완주군 고산면 오덕사 ~ 오성교 동단 : 성재길
- 완주군 고산면 오성교 동단 ~ 서봉삼거리 : 고산로
- 완주군 고산면 서봉삼거리 ~ 어우삼거리 : 고산천로
- 완주군 고산면 어우삼거리 ~ 익산시 여산면 호산삼거리 : 천호로